# Andrew Przybylski
Andrew Przybylski, es un profesor, psicólogo e investigador británico. 
Sus investigaciones se centra principalmente en la aplicación de modelos psicológicos de motivación y salud para estudiar cómo las personas interactúan con entornos virtuales, incluidos los videojuegos y las redes sociales.

## Biografía
Estudió psicología en la Universidad de Rochester. Es un profesor y el actual director de investigación del Instituto de Internet de la Universidad de Oxford. Przybylski afirma que «no todo el tiempo de uso de pantallas se origina igual» y que el asesoramiento sobre el tiempo de uso debe tener en cuenta «el contenido y el contexto de uso».